# Discodes thyra
Discodes thyra är en stekelart som först beskrevs av Walker 1838.  Discodes thyra ingår i släktet Discodes och familjen sköldlussteklar. Inga underarter finns listade i Catalogue of Life.